# 慶德校前停留場

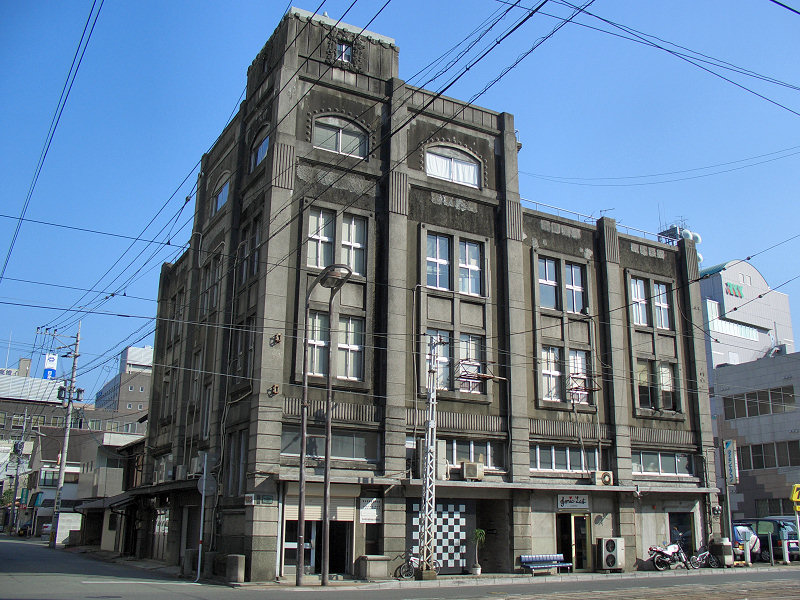
早野大廈

慶德校前停留場（日语：／ Keitokuko-mae teiryūjō */?），又稱慶德校前電車站，是位於熊本縣熊本市中央區練兵町和山崎町，屬於熊本市交通局（熊本市電）幹線的電車站。車站編號為7。A系統停靠此站。

## 電車站構造
此站設有2面2線的相對式低地台月台（千鳥式月台）。月台與路邊行人路之間設有行人過路處。電車站兩邊設有練兵町和山崎町兩端。毎年2月舉行熊本城馬拉松時的當天會進行交通管制，自田崎橋、熊本站前出發的列車會以此站作為終點站，並於辛島公園南邊的渡線進行折返。

### 運行系統
此站是幹線電車站之一。■A系統會駛入此站。
| 月台 | 路線   | 上下行 | 方向                                   | 備註                                           |
| ---- | ------ | ------ | -------------------------------------- | ---------------------------------------------- |
| 東邊 | ■A系統 | 上行   | 熊本站、田崎橋方向                     |                                                |
| 西邊 | ■A系統 | 下行   | 辛島町、通町筋、水前寺公園、健軍町方向 | 上熊本方向於辛島町電車站轉乘■B系統（上熊本線） |

## 使用狀況
| 1日上下車人次變化 | 1日上下車人次變化 |
| 年度              | 1日平均人次       |
| ----------------- | ----------------- |
| 2011年            | 676               |
| 2012年            | 625               |
| 2013年            | 606               |
| 2014年            | 630               |
| 2015年            | 873               |

## 電車站周邊
- 熊本市立慶德小學（日语：熊本市立慶徳小学校）
- 熊本放送
- 熊本銀行（日语：熊本銀行）中央分店（受到熊本地震影響，2016年4月25日起遷移至花畑町停留場花畑分店內[2]）
- 法華Club（日语：法華クラブ）熊本酒店
- 慶徳加來醫院
- 日本銀行熊本分店
- 雇用促進事業會（日语：雇用促進事業会）
- 古莊本店（日语：古荘本店）
- 熊本櫻町巴士總站（日语：熊本桜町バスターミナル）
- 早野大廈（日语：早野ビル） （登錄有形文化財）

## 歷史
- 1955年（昭和30年） - 電車站啟用
  - 1924年（大正13年）8月1日至1943年（昭和18年）12月28日之間，於此站附近設有古川町站。
  - 1959年（昭和34年）4月1日至1965年（昭和40年）2月21日之間為川尻線（日语：熊本市電川尻線）起點。（※在運行上直通至「辛島町」）

## 相鄰電車站
熊本市交通局
■A系統（幹線）
河原町（6）－慶德校前（7）－辛島町（8）

### 曾經存在的路線
熊本市交通局
川尻線
慶德校前－（河原町）－迎町

## 注腳
1. ↑  国土数値情報(駅別乗降客数データ)  （页面存档备份，存于）（日語） - 國土交通省，2018年3月27日參閲
2. ↑   (新闻稿). 熊本銀行. 2016-04-23  [2016-12-02]. （原始内容存档于2016-10-11） （日语）.

## 外部連結
- 熊本市交通局 （页面存档备份，存于）（日語）